# 鮑腸
鮑腸（ほうちょう）は、大分県大分市戸次地区に伝わる、うどんに似た郷土料理である。平仮名でほうちょうと表記されることもある。2018年12月7日に「戸次のほうちょう作り」としてに大分市の無形民俗文化財に指定されている。

## 概要
小麦粉を手延べして作った長い麺をゆで、いりこ、昆布、シイタケの混合だしに醤油やみりんなどを加え、カボスを絞ったつゆに浸けて食す。ショウガやネギを薬味に用いる。
麺は、小麦粉と水、塩をしっかり捏ねて作った生地をある程度寝かし、その後まな板で端から転がしながら、途中で切れないように手延べしていく。
形状は素麺や冷や麦より太く、きしめんのように平べったく長く作られる。麺の長さは実に1本2メートルを超える。
そのまま啜って食べることが不可能なぐらい長いので、途中で噛み切って食べることが作法である。

## 由来と歴史
豊後国の戦国大名大友義鎮（宗麟）は、鮑が大好きだったが、ある年鮑が不作で献上する鮑が無く、困った家臣が小麦粉をこねて鮑の腸に似せて作ったことが由来とされる。
また、1830年の喜多村信節による『嬉遊笑覧』には、大友義鎮（宗麟）が急に訪れた菊池肥後守一行を蛤の腸の汁でもてなそうとしたが、人数が多く蛤が足りなかっため小麦粉をこねて蛤の腸に似せて出したことに因み「ほうてう汁」と呼ぶようになったが、誤って「庖丁汁」と書かれるようになったと記されている。
また、1775年の古川古松軒による『西遊雑記』には「ホウテウ」が府内（現在の大分市中心部）近郊で作られていたことが記されている。1833年に著された大蔵永常の『徳用食鑑』には、「豊後鮑腸」が挙げられ、小麦粉を塩水でこねて長く伸ばしてゆで、生醤油で食べると説明されている。